# Adela Burgundska
Sveta Adela Burgundska (njem. Adelheid von Burgund, franc. Adélaïde de Bourgogne), poznata i kao Adela od Italije (engl. Adelaide of Italy) ili Adela od Svetog Carstva (franc.  Adélaïde du saint Empire), carica Svetog Rimskog Carstva i supruga Otona I. Velikog, najznačajnija žena 10. stoljeća.

## Životopis
Rodila se 931. u dvorcu u Orbeu, tada dijelu kraljevstva Gornje Burgundije kao kći burgundskog kralja Rudolfa II. U prvom braku, od 947. do 950., bila je supruga talijanskoga kralja Lotara II. Godine 948. rodila je kćer Emu Talijansku.
Nakon muževe smrti zarobio ju je 950. markgrof Berengar II. Ivrejski. Kad nije htjela postati ženom njegovog sina, dao ju je zatvoriti u Comu. Uspjela je pobjeći s kćerkom Emmom u Canossu i pozvala u pomoć njemačkog kralja Otona I. Velikog, koji je porazio Berengara i oženio se 951. Adelom u lombardijskom kraljevskom gradu Paviji. Papa Ivan XII. okrunio ih je 2. veljače 962. u Rimu za cara i caricu Svetog Rimskog Carstva.
Kao majka cara Otona II., nakon smrti Otona I. (973.) znatno je utjecala na vođenje državnih poslova, unatoč nesklonosti svoje snahe, bizantske princeze Teofane. Nakon sinove smrti 983., u doba maloljetnog Otona III., bila je regentica.
Preminula je 16. prosinca 999., u benediktinskoj opatiji Seltz u Alzasu, koju je i osnovala.

## Djeca
Godine 947. oženila se Lotarom II. od Italije, s kojim je imala jedno dijete:
- Ema Talijanska (r. 948.), francuska kraljica i žena Lotara Francuskog

U braku s Otonom I. Velikim imala je četvero djece:
- Henri (r. 952.)
- Bruno (r. 953.)
- Matilda (r. 954.), prva kraljevna Quedlinburga
- Oton II. (r. 955.), car Svetog Rimskog Carstva

## Svetost
Kanonizirao ju je papa Urban II. 1097. godine. Katolička Crkva pamti ju kao u narodu omiljenu vladaricu, mudru, obrazovanu, poniznu, velike ljubavi i brige za siromahe i nevoljne. Pobožna mirotvorka, sudjelovala je u obnovi vjerskog života, osnivala samostane, gradila crkve i potpomagala slavenske misionare. Bila je uzor mnogim kasnijim kršćanskim vladaricama.
Spomendan joj je 16. prosinca. Zaštitnica je nevjesta, prognanika, izbjeglica, zatvorenika, roditelja s mnogo djece, očuha i maćeha, kraljevni, carica, udovica, ponovno udatih i oženjenih osoba te žrtava nasilja.